# Covilhã

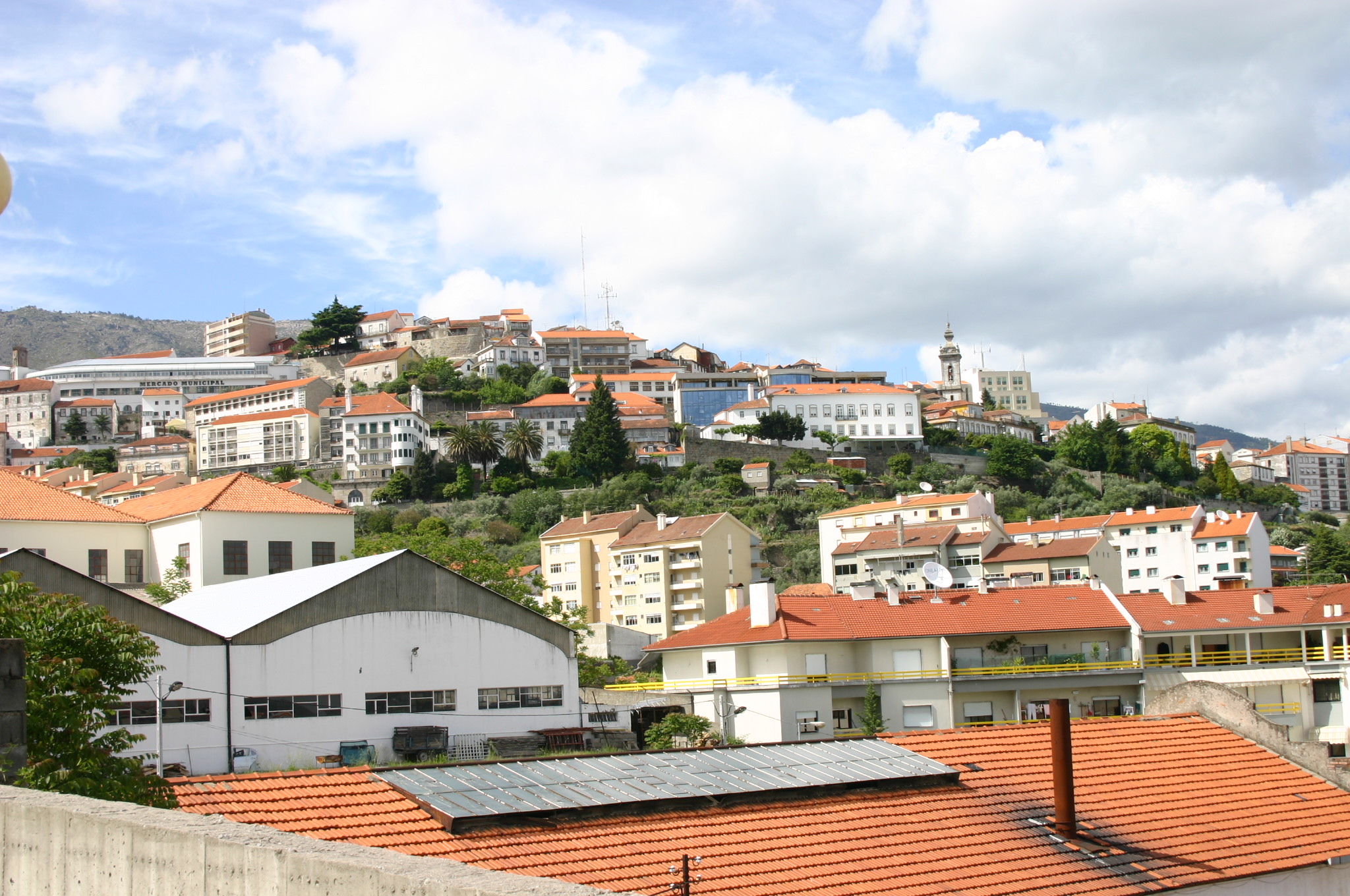
Covilhã

Covilhã (uttal: [kuvi'ʎɐ̃]) är en stad och kommun i Região do Centro i Portugal. Kommunen utgör en area på 555,6 km² och har totalt 53 501 invånare, fördelat på 21 freguesias. Den är belägen i Cova da Beiraregionen, i  distriktet Castelo Branco. Kommunens festdag är den 20 oktober.
Covilhã ligger 300 kilometer nordöst om Lissabon, 100 kilometer öster om Coimbra och vid foten av den portugisiska bergskedjan Serra da Estrela. Ibland kallas staden "snö och garn-staden". Covilhãtornen mellan 450 och 800 meter över havet är också en sevärdhet i staden.
Klimatet är kallt på vintern och varmt på sommaren. Bergen erbjuder många äventyrssemestrar för turister som camping, vandring, bergsklättring och skidåkning.

## Freguesias
Covilhã är indelat i 21 freguesias:
- Aldeia de São Francisco de Assis
- Barco e Coutada
- Boidobra
- Cantar-Galo e Vila do Carvalho
- Casegas e Ourondo
- Cortes do Meio
- Covilhã e Canhoso
- Dominguizo
- Erada
- Ferro
- Orjais
- Paul
- Peraboa
- Peso e Vales do Rio
- São Jorge da Beira
- Sobral de São Miguel
- Teixoso e Sarzedo
- Tortosendo
- Unhais da Serra
- Vale Formoso e Aldeia do Souto
- Verdelhos

## Utbildning
Covilhã har ett allmänt universitet, Universidade da Beira Interior, som grundades 1979.

## Transport
De närmsta flygplatserna finns i Lissabon och Porto. Från dessa två städer kan Covilhã enkelt bli nådd med både tåg och bussar. Tåg- och busstationerna i Covilhã ligger inom gångavstånd från varandra (cirka tio minuter).
Covilhã ligger mindre än 300 kilometer från Lissabon och Porto, de två största städerna i Portugal, och 400 kilometer från den spanska huvudstaden Madrid. Flera internationella och nationella busslinjer går förbi Covilhã, så det är lätt att ta sig till staden från de flesta ställena. En resa till Lissabon tar cirka 3,5-4 timmar med tåg eller buss. Tågkompaniet CP - Caminhos de Ferro Portugueses erbjuder många typer av resor. Intercity-tåg (Intercidades) rekommenderas för att komma till Covilhã. Det finns också bilhyrningsföretag i staden.
Inne i staden går taxibilarna efter taxameter, men utanför stadsgränsen debiteras man per kilometer.